# SN 2009dj
SN 2009dj – supernowa typu Ia odkryta 24 marca 2009 roku w galaktyce A135834+3112. W momencie odkrycia miała maksymalną jasność 19,10m.